# Луїс Партрідж
Луїс Партрідж (англ. Louis Partridge; 3 червня 2003, Вандзверт, Великий Лондон, Англія) — британський актор та модель. Найбільш відомий роллю віконта Тьюксбері у трилогії фільмів Netflix «Енола Холмс» (2020—2026)

## Дитинство
Народився у Вандсворті. Батьки Луїса не актори, при цьому вибір сина підтримали. Сам Луїс любить слухати музику. Він приписує своїй старшій сестрі вплив на його музичні вподобання.

## Кар'єра
У 2017 році відбувся дебют Луїса у фільмі «Пригоди Паддінгтона 2». Згодом у 2019 році він зіграв П'єро ді Лоренцо Медічі у телесеріалі «Медічі: Повелителі Флоренції». А найбільшу популярність актор здобув у 2020 році, зігравши віконта Тьюксбері у фільмі Netflix «Енола Холмс», після чого ще двічі зігравши цю роль у продовженнях фільму.

## Особисте життя
Перебуває у стосунках з американською співачкою та авторкою пісень Олівією Родріґо з кінця 2023 року.

## Фільмографія
| Рік  | Українська назва             | Оригінальна назва | Роль                    |
| ---- | ---------------------------- | ----------------- | ----------------------- |
| 2014 |                              | Beneath Water     | Фелікс                  |
| 2014 |                              | About a Dog       | Молодий Гав             |
| 2014 |                              | Boomers           | Alf                     |
| 2015 | Пен: Подорож до Небувалії    | Pan               | Хлопчик-шахтар          |
| 2016 |                              | Second Skin       | Nature boy              |
| 2017 |                              | Amazon Adventure  | Молодий Генрі Бейтс     |
| 2017 | Пригоди Паддінгтона 2        | Paddington 2      | G-Man                   |
| 2019 | Медічі: Повелителі Флоренції | Medici            | П'єро ді Лоренцо Медічі |
| 2020 | Енола Холмс                  | Enola Holmes      | віконт Тьюксбері        |
| 2022 | Загублені дівчата            | The Lost Girls    | Пітер Пен               |
| 2022 | Енола Холмс 2                | Enola Holmes 2    | віконт Тьюксбері        |
| 2022 | Пістол                       | Pistol            | Сід Вішез               |
| 2024 | Арґайл                       | Argylle           | Обрі Аргайл (в юності)  |
| 2024 | Дисклеймер                   | Disclaimer        | Джонатан Брігсток       |
| 2025 | Джей Келлі                   | Jay Kelly         |                         |
| 2026 | Енола Холмс 3                | Enola Holmes 3    | віконт Тьюксбері        |